# 397
397 (CCCXCVII) var ett normalår som började en torsdag i den julianska kalendern.

## Händelser

### Okänt datum
- Vid konciliet i Kartago antas en definitiv deklarationi om en biblisk kanon.
- Candida Casa grundas av Sankt Ninian, varvid missionering bland pikterna inleds.
- Sulpicius Severus skriver den tidigaste biografin över Martin av Tours. Detta är den första kända helgonbiografin.
- Xiongnufolket ockuperar Gansuområdet i Kina.

## Avlidna
- 4 april – Ambrosius, biskop av Milano och helgon
- 11 november – Martin av Tours, biskop och munk